# Wrzeszczyn

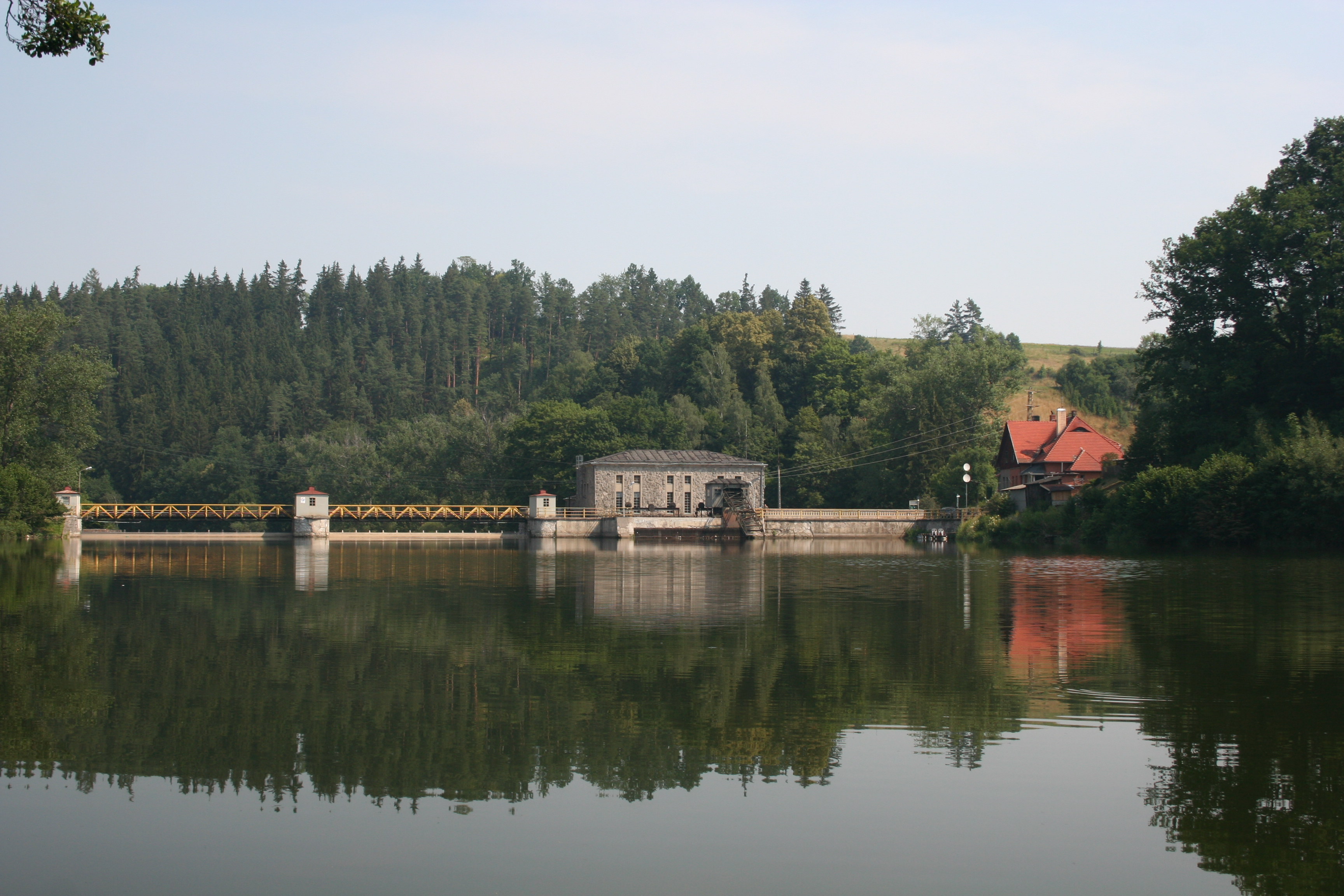
Jezioro Wrzeszczyńskie we wsi Wrzeszczyn

Wrzeszczyn (niem. Boberrullersdorf) – wieś w Polsce położona w województwie dolnośląskim, w powiecie karkonoskim, w gminie Jeżów Sudecki.

## Podział administracyjny
W latach 1975–1998 miejscowość administracyjnie należała do województwa jeleniogórskiego.

## Infrastruktura
We wsi Wrzeszczyn znajduje się zapora wodna wraz z elektrownią, spiętrzająca wody Bobru tworząc Jezioro Wrzeszczyńskie, rozciągające się między Wrzeszczynem a Siedlęcinem. Elektrownia Wrzeszczyn została zbudowana w latach 1926–1927.

## Demografia
Jest najmniejszą miejscowością gminy Jeżów Sudecki. Według Narodowego Spisu Powszechnego posiadała 69 mieszkańców (III 2011 r.).

## Nazwy historyczne
- 1305 Urlici villa
- 1386 Ulrichsdorff, Vlrichsdorff
- 1726 Bibel Ullersdorf, Bober Ullersdorf
- 1816 Ullersdorf-Bober
- 1825 Boberrullersdorf
- 1945 Wrzeszczyn

## Kultura
We wsi nakręcono Zerwany most – polski film wojenny z 1962, w reżyserii Jerzego Passendorfera.